# Eagle Talon (anime)
Eagle Talon é uma animação em Flash japonesa criada pelo ex-presidente da Prefeitura de Shimane, Ryo Ono, e produzida pela DLE, A série vira a fórmula clássica do super-herói em sua cabeça, tornando a equipe de vilões ostensivamente “malvada” os protagonistas da história, e o super-herói tradicional da série, Deluxe Fighter, um valentão narcisista e amplamente incapaz.